# Mlaștina Pripet

Imagine din mlaştina Pripet

Peisaj tipic din mlaştina Pripet (pictură din 1890)

Mlaștina Pripet (în limba rusă: Пинские болота) este un teritoriu vast al zonelor umede de-a lungul râului Pripet și a afluenților săi din Brest, Belarus (vest) de la Moghilău, Belarus (nord-est) și Kiev (sud-est ).

## Date generale
Mlaștina se află în cea mai mare parte în câmpia Polesian și ocupă cea mai mare parte din sudul Belarusului și nord-vestul Ucrainei. Acestea acoperă aproximativ 98.400 km2, și înconjoară ambele maluri ale râului Pripet. Pădurile dese sunt intercalate cu numeroase mlaștini și iazuri. Curenții se extind 480 km de la vest la est și 225 km de la nord la sud. Mlaștina suferă modificări substanțiale în mărime în cursul anului, odată cu topirea zăpezilor din precipitații primăvara și toamna provoacă inundații extinse din cauza revărsării râului.
Relieful cu panta extrem de scăzută (0,03 m – 0,09 m/km) și climatul umed favorizează permanentizarea acestei vaste arii mlăștinoase.